# 關廣槐
關廣槐（?—?），廣西省梧州府蒼梧縣人，清朝政治人物、同進士出身。
光緒三年（1877年），参加丁丑科殿試，登進士三甲第84名。同年五月，分部學習。